# Jonas Kaufmann
Jonas Kaufmann (München, 1969. július 10. –) német operaénekes, tenor.

## Életrajza
Tanulmányait Münchenben végezte, majd a saarbrückeni Városi Színházban kezdte meg karrierjét. Hans Hotternél, Josef Metternichnél és James Kingnél végzett mesterkurzusokat, de saját hangjára és technikájára az amerikai bariton, Michael Rhodes óráin talált rá.
Négy nyelven énekel és beszél, közismert igényes és szép kiejtéséről. Nem hagyja magát beszorítani egyetlen szerepkörbe, széles repertoárt énekel – három évszázad zenéjét közvetíti az operáktól az oratóriumokon keresztül a dalokig. Intelligens művész, aki nem „csak” énekel, hanem értelmezi és el is játssza a szerepet, hitelesen, átéléssel. Baritonba hajló tenor hangja önmagában is egyedülálló, s ez – párosulva zenei intelligenciájával, játékkészségével és (ahogy Plácido Domingo fogalmazott) „filmsztárokat megszégyenítő külsejével” megnyitotta előtte a nemzetközi zenei világot, melynek ma egyik legsikeresebb oszlopa.
Jonas Kaufmann 1969-ben egy zenekedvelő család második gyermekeként látta meg a napvilágot. Eleinte egy gyerekkórusban, majd középiskolai tanulmányai alatt időnként szólót is énekelt. Tanulmányait a müncheni Zenei és Színházi Főiskolán (Hochschule für Musik und Theater München) folytatta, ahol 1994-ben koncert- és operaénekesi diplomát szerzett, de már ezt megelőzően megnyerte a Nürnbergi Mesterdalnok Verseny első díját (1993).
Sokat hallgatta a német tenorokat, s különösen Franz Wunderlichet, akitől megtanulta, hogy nem elég szépen énekelni. „Amikor már teljesen uralod a hangodat, akkor kell olyan érzelmeket belevinni, hogy a hallgatóság kész legyen teljes vagyonával arra fogadni, hogy valóban érzed azokat az érzelmeket, amelyeket a hangoddal kifejezel.” - mondta egy interjúban.
A diploma megszerzése után kétéves szerződést kapott a saarbrückeni színházba, ahol Berg, Bizet, Mozart, Offenbach, Ramírez, Strauss és Verdi darabjaiban énekelt. Ezek a „gályarabság” évei: sok munka, kevés fizetés és egy olyan szerződés, amelynek értelmében az énekesnek mindig és mindent vállalnia kell. Mikor egy Wagner (Parsifal) előadás kellős közepén elvesztette a hangját, el kellett gondolkoznia, hogy szakmát vált, vagy megkeresi a „saját hangját”. Szerencsére ez utóbbi megoldás mellett döntött, és Michael Rhodes segítségével megszületett a „Kaufmann-féle” tenorhang. A szerződés lejártakor Kaufmann úgy döntött: szabadúszó lesz.
Frankfurtban, Stuttgartban, Svájcban lépett fel, majd 1999-ben megkapta élete első nagy nemzetközi felkérését: 1999. augusztus 1-jén a Salzburgi Ünnepi Játékok keretében Doktor Faustot énekelte Busoni művében.
Karrierje elején Mozart szinte valamennyi tenorszerepét elénekelte (Taminót A varázsfuvolából, Ferrandót a Così fan tutte-ból…), de csak nagyon kevés felvétel maradt meg ebből az időszakból: néhány ária az első CD-jén, egy Così fan tutte felvétel a milánói Piccolo Teatro-beli előadásról és egy DVD: Titus kegyelme.

## Nemzetközi sikerek
Egyre több meghívást kapott: fellépett többek között az amszterdami Concertgebouw, a brüsszeli La Monnaie, a hamburgi Operaház, a londoni Royal Opera House, a New York-i Metropolitan Opera, a milánói Teatro alla Scala, a párizsi Opéra Bastille, a bécsi Staatsoper színpadán. Ez az időszak lehetővé teszi számára, hogy meghatározó rendezőkkel (mint például Kuzej a Fidelio megrendezésével (2000) vagy Olivier Py a Faust elkárhozásával 2002-ben, Genfben) és karmesterekkel (Sir Antonio Pappano Brüsszelben - Faust elkárhozása vagy John Eliot Gardiner, aki Weber Oberonjának felvételeit vezényelte) dolgozzon együtt.
A kétezres évek elején megnősült, feleségül vette Margarete Joswig mezzoszoprán énekesnőt, akivel három közös gyermekük született.
Nagyjából ebben az időszakban történt, hogy Kaufmann szerződést kötött a zürichi Operaházzal, s ez megadta neki azt a biztonságot, amelyre ifjú családapaként szüksége volt, s azt a szabadságot, amellyel nemzetközi karrierjét tovább építhette. Zürichben fellépett többek között Paisiello Nina című operájában (2002) Cecilia Bartolival és a magyar Polgár Lászlóval, majd Beethoven Fidelióját énekelte 2004-ben, Humperdinck Königskinderét 2010-ben. Több helyszínen énekelt repertoárdarabokban: La rondine-t (Puccini) Londonban, Wagner Meistersingerét Edinburghban, Verdi Rigolettóját Zürichben, Verdi Traviatáját és Massenet Manonját Chicagoóban. Ezzel párhuzamosan dal- és áriaesteket adott egykori tanára, Helmut Deutsch kíséretében. Erről az időszakról mesélte Bernhard Heinrich oboista: „A hangja sokat fejlődött, és olyan nehéz feladatokat is gond nélkül megold, mint Florestan. A csodálatos pedig az, hogy sötét színe ellenére a hangja a felső regiszterekben hősies acélossággal szól. Elképesztően fókuszált, ahogy énekel, még pianóban is.” Többek között ezek a biztonsággal kiénekelt magas hangok és az elképesztő pianók tették a közönség kedvencévé.
Az igazi áttörést 2006-ban a Traviata hozta meg neki a Metropolitanben Angela Gheorghiu oldalán. Világhírű lett, és innen egymást követik a nemzetközi felkérések.
2008-ban a Decca piacra dobta Kaufmann első lemezét, a Romantic Ariast, a Prágai Filharmonikusok és Marco Armiliato közreműködésével. A Gramophone, a világ vezető hanglemezmagazinja csak mint „Stage animal”-t vezette be Kaufmannt a köztudatba, s igaza is volt: a tenor színpadra termett.
Bizet Carmenjét rövid idő alatt két helyszínen is énekelte: Londonban, majd a milánói Teatro alla Scalában, s ezzel a két előadással megerősítette a hírnevét. Kiváló énekes, nagyszerű színész, érzékeny és árnyalt kifejezésmóddal, kivételes Don José alakítás. (2009) Kaufmann a világ legkeresettebb tenorja lett, aki egymás után készítette a lemezeket.
2010-ben Párizsban énekelte a Werthert (Massenet), s a francia közönség, amely addig nem igazán ismerte, hihetetlen lelkesedéssel reagált. Ugyanebben az évben debütált a Bayreuthi Ünnepi Játékokon is Lohengrin szerepében (Daniel Barenboim volt a karmester, a rendező pedig Hans Neuenfels).
Fellépett a Metropolitanben Gounod Faustjában és Siegmundot énekelte Wagner A walkürjében. Az előadásokat egyenes adásban közvetítették egyes mozikban, s DVD-n is kiadták. Ugyanebben az évben Londonban az Adriana Lecouvreur-t énekelte Angela Gheorghiuval, s Antonio Pappano vezényletével elkészült a „Verismo” CD is, ami további színt adott Kaufmann már amúgy is széles repertoárjához.
2012-ben a Teatro alla Scala évadnyitó előadásán ismét Daniel Barenboimmal dolgozott együtt a Lohengrinben, majd a Parsifalt énekelte a Metropolitanban.
2013-ban három drámaibb szereppel bővült a repertoárja: Don Carlost énekelte a müncheni Operaházban és Londonban, majd Manricot az A trubadúrban és Alvarot a A végzet hatalmában a Salzburgi Ünnepi Játékokon.
2014-ben már olyan hírneve volt, hogy Franz Schubert Winterreise dalciklusával 10 európai fővárosban adott telt házas, sikeres dalestet zongorakísérőjével.
Ugyanebben az évben Puccini Manon Lescaut-jában énekelte Des Grieux szerepét, Antonio Pappano vezényletével és Kritine Opolais oldalán. Az előadás minden várakozást felülmúló siker volt, s DVD is születette belőle.
A sikerek töretlenül érkeztek egymás után: Andrea Chénier (Giordano) 2015 januárjában a Royal Opera House-ban, Aida a  római Académia Santa-Ceciliában koncert formájában, Anja Harterosszal és Antonio Pappanoval, Ludovic Tézier-vel Erwin Schrott-tal és Ekaterina Semenchukkal. A siker nyomán stúdiófelvétel készült és a Warner Classicsnál megjelenő CD-t ma is etalonként emlegetik. Újabb DVD született a Salzburgi Ünnepi Játékok nagy sikeréből, a Parasztbecsület és Bajazzók előadásából, aztán Kaufmann egy hirtelen fordulattal a huszas-harmincas évek dalaiból összeállított „Du bist die Welt für mich” CD-vel és hozzá tartozó koncertkörúttal állt elő. Élete első koncertjét adta Japánban és Dél-Koreában 2015-ben, s ebben az évben került sor az emlékezetes Puccini estre is a milánói Scalában. Itt énekelte először a Nessun dorma-t, mindent elsöprő sikerrel. 2015-ben volt a Chorégies d’Orange vendége Don Joséként Bizet Carmenjében – az érdeklődés akkora volt, hogy három estén is megtöltötték a nézők a hatalmas amfiteátrumot.
2016-ban az operaéneklés mellett Gustav Mahler Das Lied von der Erde dalciklusát énekelte lemezre: egyedül, mindkét szólamot, s persze koncerteket is adott a Mahler-dalokkal.
Latin-Amerikai turnéján életében először lépett színpadra a Buenos Aires-i Theatro Colónban, amelynek akusztikájáról szuperlatívuszokban beszélt. Szeptemberben, amikor éppen az olasz dalokból összeállított új CD-jének várható megjelenéséről számolt be, azzal szembesült, hogy gond van a hangjával. Az orvosi vizsgálatok megerősítették: hematoma keletkezett a hangszálakon, s a gyógyulás érdekében a tenor lemondani kényszerült számos fellépését, köztük az Opéra de Paris-ban a már rég várt Hoffmann meséi előadásait. A négy hónapos kényszerszünet ideje alatt rajongói a legrosszabbtól tartottak, de szerencsére 2017 januárjában Kaufmann Lohengrin szerepében dicsőségesen tért vissza a színpadra. Ez alkalommal mégis úgy döntött: kevesebb fellépést vállal, megpróbálja jobban megosztani az idejét a szakma és a család között, többet jelen lenni Münchenben, több időt tölteni a gyermekeivel, akiknek édesanyjával 2014-ben közös megegyezéssel felbontották a házasságukat.
2017-ben Münchenben énekelte az Andrea Chénier-t Anja Harterosszal, s 2018 májusában megjelent az előadásról készült DVD is. Ezt megelőzően még a barcelonai Grand Théatre de Liceu-ban is elénekelte Andréa Chénier szerepét (ez volt az első fellépése ezen a színpadon), ez alkalommal Sondra Radvanovsky volt a partnere, majd a következő hónapban ismét Anja Harterosszal Bécsben lépett fel ebben a darabban.
Párizsban Verdi Don Carlosának francia változatában győzte meg a hallgatókat, hogy megbirkózott hangszál problémáival, s nem utolsó sorban ebben az évben lép színpadra két olyan szerepben is, amelyekre régóta vágyott: júniusban Londonban Antonio Pappano irányításával énekelte elsöprő sikerrel Otellót, majd 2018 áprilisában Bostonban, később pedig a New York-i Carnegie Hallban a Tristán II. felvonását koncertszerű előadáson. A kettő között még elfért egy rendezését és színpadképeit tekintve erősen megosztó müncheni Parsifal (Wagner), amelynek zenei oldaláról azonban a kritika és a nézők is elismerőleg nyilatkoztak. (Parsifalt Jonas Kaufmann alakította, partnerei Nina Stemme, Christian Gerhaher és René Pape voltak, a karmester pedig Kirill Petrenko.)
2018 szeptemberében újabb Scala-fellépés, majd európai körút következett német dalokkal.
Több év kihagyás után Puccini A Nyugat lánya című operájában tért vissza a Metropolitan színpadára, ahol három előadásra kötelezte el magát, s ebből az egyiket egyenes adásban közvetítették világszerte, s egyúttal az Európában már ismert koncertet, az 1930-as évek német és osztrák operettjeiből összeállított estet is bemutatta a Carnegie Hallban. Ezt követően ismét Otellót énekelte, ez alkalommal Münchenben (újabb közvetítés az előadásról), ahol Desdemonát Anja Harteros játszotta, majd az év lezárásaként a drezdai Semperoper A denevér (Johann Strauss) előadásán Eisenstein bőrébe bújt.
2019 egy házassággal (felesége Christiane Lutz), majd újabb Das Lied von der Erde (Gustav Mahler) koncertsorozattal indult, később pedig Fidelio következett Münchenben. Márciusban megszületett negyedik gyermeke.
Antonio Pappano hívó szavára az egyes szólamok legjobbjai álltak össze néhány előadás erejéig, s így született meg egy fantasztikus A végzet hatalma előadás (újabb egyenes közvetítéssel), ahol Kaufmann Anna Nyetrebko és Ludovic Tézier-vel (bariton) közösen vitte sikerre a darabot.
Májusban Párizsba várták, hogy öt előadáson ismét Cavaradossi bőrébe bújjon, de egy hangszálödéma miatt ezeket lemondani kényszerült, s nem tudott fellépni a Wiener Staatsoper fennállásának 150. évfordulójára összeállított esten sem.
Jonas Kaufmann nem akarja beskatulyázni magát, és nem hagyja, hogy mások megtegyék. Operaénekesi karrierje mellett rendszeresen ad dalesteket, s egykori tanára, Helmut Deutsch zongora kísérete mellett évek óta népszerűsíti a Lieder műfajt. Repertoárjában többek között Britten, Schubert, Schumann, Strauss, Liszt dalok is szerepelnek. 2018 elején például Diana Damrauval és Helmut Deutsch-csal közösen tucatnyi helyszínen (többek között Budapesten, a Müpában is), telt házas koncerteken adták elő Hugo Wolf Italienisches Liederbuchját. Kísérletező kedvét mi sem mutatja jobban, mint hogy évek óta énekli Gustav Mahler Le chant de la terre dalciklusának mindkét szólamát, s repertoárjában szerepel a kifejezetten női énekhangra írt Wagner-féle Wesendonck Lieder és Richard Strauss Vier Letzte Lieder is.
2019-ben még a következő feladatok várnak rá: Wagner – A nürnbergi mesterdalnokok, Giordano – Andrea Chénier (Melbourne-ben és Sydney-ben), az Otello Münchenben, októberben új lemeze jelenik meg My Wien címmel, s az ezen szereplő operettdalokkal turnéra is indul, majd novemberben a Bayerische Staatsoper bemutatja Korngold Die Tote Stadt (A halott város) című operáját Kaufmann főszereplésével.

## Fordítás
- Ez a szócikk részben vagy egészben  a   Jonas Kaufmann című francia Wikipédia-szócikk ezen változatának fordításán alapul.  Az eredeti cikk szerkesztőit annak laptörténete sorolja fel. Ez a jelzés csupán a megfogalmazás eredetét és a szerzői jogokat jelzi, nem szolgál a cikkben szereplő információk forrásmegjelöléseként.

### Magyarul
- Thomas Voigt: Jonas Kaufmann. A tenor; ford. Mörk Leonóra; Rózsavölgyi, Bp., 2016